# Candide ou l'Optimisme au XXe siècle
Cet article possède un paronyme, voir Candide (homonymie).
Pour plus de détails, voir Fiche technique et Distribution.
Candide ou l'Optimisme au XXe siècle est un film français de Norbert Carbonnaux sorti en 1960, d'après le conte éponyme de Voltaire.

## Synopsis
Transposé au XXe siècle, le film raconte les aventures de Candide, inspirées du roman de Voltaire, Candide ou l'Optimisme.
Charmeur et innocent, Candide est vigoureusement chassé par le baron Thunder-ten-Tronck pour avoir embrassé la mignonne Cunégonde. Lorsque la Seconde Guerre mondiale éclate, il est mobilisé et fait prisonnier. Contraint de prendre la nationalité allemande, il se retrouve à garder le stalag où il était prisonnier. Il passe en Suisse ; mais comme il ne dispose pas de compte en banque, il est incarcéré pendant huit jours pour violation du territoire, occasion de revoir le docteur Pangloss.
Il retrouve ensuite providentiellement Cunégonde à Lisieux, où il tue un officier de la Gestapo et un trafiquant du marché noir pour la délivrer, car ils se partageaient ses faveurs. Tous deux s'enfuient en Argentine, via l'Espagne et le Portugal. À Buenos Aires, Candide est arrêté pour les deux meurtres commis à Lisieux, et ramené sous escorte policière en France. Mais c'est la Libération, et Candide devient un héros, tandis que Cunégonde est injustement accusée de s'être livrée au marché noir, et incarcérée.
Alors qu'il se rend chez un coiffeur, Candide découvre avec stupéfaction que le chef de la Gestapo et le trafiquant, qu'il croyait avoir tués par balles à Lisieux, ont miraculeusement survécu, et ont été promus colonels après avoir valoir de hauts faits de résistance. À la demande de Candide, l'ancien chef de la Gestapo accepte de faire libérer Cunégonde, tandis que l'ancien trafiquant, reconverti en organisateur de spectacles, engage Candide et Cunégonde pour une tournée artistique en Extrême-Orient.
À peine arrivé à Alexandrie, Candide s'enfuit après avoir découvert que les femmes de la tournée sont réparties dans des harems en Arabie, et que les hommes sont vendus comme esclaves. Alors que Cunégonde devient la favorite du roi d’Égypte Fourak, Candide se retrouve à Bornéo, au lieu de Saïgon, à cause d'une erreur de navigation du capitaine du bateau sur lequel il a embarqué. Après avoir abattu le frère de Cunégonde en état de légitime défense, Candide s'enfuit, mais il est capturé par des rebelles communistes. Mais ceux-ci le libèrent après avoir appris qu'il a tué le frère de Cunégonde, qui commandait un bataillon hollandais.
Devenu un héros pour la Chine et l'URSS, Candide se retrouve à Moscou ; mais à la faveur d'une collaboration spatiale russo-américaine, il est envoyé à New York, où il retrouve Cunégonde. Tous deux regagnent la France à bord du yacht prêté par le roi Fourak. Vieillis et désabusés, ils n'accordent plus aucun crédit à la règle de vie optimiste du docteur Pangloss : "Tout est pour le mieux dans le meilleur des mondes possibles", et décident de cultiver le jardin de la ferme que ce dernier a achetée.

## Fiche technique
Source IMDb
- Réalisation : Norbert Carbonnaux
- Scénario : d'après l'œuvre de Voltaire
  - Adaptation : Norbert Carbonnaux
  - Dialogues : Norbert Carbonnaux, Albert Simonin
- Assistants réalisateurs : Georges Pellegrin, Valéry Ivanow
- Photographie : Robert Lefebvre
- Opérateur : Roger Delpuech, assisté de Gaston Muller
- Musique : Hubert Rostaing, (Éditions Robert Salvet)
- Décors : Jean Douarinou
- Son : Jean Bertrand
- Perchman : René Boudrier
- Montage : Paulette Robert, assistée de Nicole Daujat et Claire Giniewski
- Script-girl : Martine Guillou
- Costumier : Pierre Noury
- Chef maquilleur : Pierre Berroyer
- Maquilleuse, coiffeuse : Janou Pottier
- Habilleuse : Renée Rouzot
- Accessoiriste : Marcel Balland
- Dessins de liaison : Bellus
- Documentation : Frédéric Rossif, François Chalais
- Régisseur général : Charles Lahet
- Régisseur extérieur : Roger Bar
- Photographe de plateau : Jean Klissak
- Tirage : Laboratoire GTC de Joinville – Enregistrement sonore SPS – Mixage : SOR
- Chef de production : Clément Duhour
- Directeur de production : André Deroual
- Production : CLM, Société Nouvelle Pathé (France)
- Distribution : Consortium Pathé
- Durée : 88 minutes
- Genre : Comédie
- Format : Noir et blanc - 1,37: 1 - 35 mm - son mono
- Date de sortie : 
  - France - 16 décembre 1960
- Visa d'exploitation : 23626

## Distribution
Source IMDb
- Jean-Pierre Cassel : Candide
- Pierre Brasseur : le docteur Pangloss
- Daliah Lavi : Cunégonde, la fille du baron
- Nadia Gray : la dame de compagnie de Cunégonde
- Louis de Funès : l'officier de la Gestapo
- Luis Mariano : le second dictateur sud-américain
- Dario Moreno : Don Fernando, le premier dictateur
- Jean Poiret : un policier
- Michel Simon : le colonel Nanar
- Jean Richard : le trafiquant du marché noir
- Jean Tissier : le docteur Jacques
- Jacqueline Maillan : la mère puritaine
- Michel Serrault : un policier
- Albert Simonin : le major Simpson
- Mathilde Casadesus : la baronne de Thunder-ten-Tronck
- Robert Manuel : tous les officiers allemands
- Jean Constantin : le roi Fourak
- Don Ziegler : le papa gangster
- O'dett : le baron Thunder-ten-Tronck
- Michel Garland : le frère de Cunégonde
- Jacques Balutin : l'ordonnance du colonel
- Gib Grossac : le chef des Eunuques
- Michèle Verez : Paquerette, la soubrette de la baronne
- Sybil Saulnier : une dame au harem
- Habib Benglia : le noir molesté
- Mireille Alcon : une dame du harem
- Danielle Tissier : une dame du harem
- François Chalais : le commentateur du film
- Harold Kay : un officier américain
- John William : le chef des "Oreillons"
- Pierre Repp : le curé
- Alice Sapritch : la sœur du baron
- Maurice Biraud : le Hollandais de Bornéo
- Michel Thomass : un chauffeur soviétique
- Dominique Just
- Marcel Journet
- Edy Sylvia
- Clément Duhour

## Commentaires
Critique acerbe et satire du monde, le film passe en revue les sujets les plus sensibles de l'époque : la collaboration et ceux qui ont profité de la guerre, les camps d'extermination (on voit des délégués de la Croix-Rouge visiter un camp pendant qu'une cheminée de four crématoire fume au loin), les malgré-nous, les guerres coloniales suivant la Seconde Guerre mondiale, le stalinisme, les « opérations de maintien de la paix » menées par les États-Unis et l'Union soviétique, la ségrégation et le port d'armes aux États-Unis.
Il est tout à fait probable que Georges Scapini, chef du Service diplomatique des prisonniers de guerre du gouvernement de Vichy à Berlin, blessé deux fois au cours de la Première Guerre mondiale et devenu aveugle en 1915, soit représenté dans le film par le docteur Jacques.